# Cleora arcuata
Cleora arcuata là một loài bướm đêm trong họ Geometridae.